# Tamatsu Maru
Le Tamatsu Maru était un transport de troupes et de débarquement de l'Armée impériale japonaise de la Deuxième Guerre mondiale, achevé en janvier 1944. Il est tristement connu pour le nombre élevés de pertes lors de son naufrage, torpillé par l'USS Spadefish lors d'un typhon le 19 août 1944, emportant 4 890 vies.

## Historique
Sa quille est posée au chantier Mitsubishi Heavy Industries le 4 novembre 1942, il est lancé le 18 août 1943 et mis en service le 20 janvier 1944. Sa première mission débute avec le convoi Hi-45 en février 1944, lorsqu'il transporte du chargement militaire de Moji à Manille. En mars, il retourne au Japon et transfert en mai la 30e division d'infanterie de l'Armée impériale japonaise (AIJ) jusqu'à Pusan (Philippines) avec le convoi Hi-63. Début juin, il fait route vers le Japon avec le convoi Hi-62 et repart en juillet en transportant le 5e d'Artillerie lourde de campagne de l'AIJ et la 58e Brigade Mixte Indépendante vers les Philippines avec le convoi MOMA-01. Il retourne au Japon début août avec le convoi Hi-68.

## Perte
Le Tamatsu Maru quitte Pusan le 8 août 1944 transportant le 2e Bataillon Japonais et le siège régimentaire du 13e Régiment d'Infanterie Indépendant de Corée pour la défense des Philippines. Il rejoint le convoi Hi-71, partit de Moji le 10 août et s’arrête à la base navale de Mako (îles Pescadores), le 15 août. Le convoi Hi-71 quitte Mako le 17 août où il est repéré au soir par le sous-marin américain USS Redfish. Le Redfish rassemble d'autres sous-marins pour une attaque simultanée au radar dans la soirée du 18 août, malgré de fortes pluies et de la force 12 des vents venant du sud-est.
Alors que le convoi est dispersé par une tempête provoquant une forte houle, le Tamatsu Maru s'éloigne des navires d'escorte. Le 19 août à 3 h 30 du matin, le Spadefish tire une salve de six torpilles sur le navire isolé. Dans l'après-midi, la zone du naufrage est localisé par l'un des navires d'escorte après la découverte de milliers de corps flottant. La catastrophe du Tamatsu Maru est le quatrième naufrage japonais le plus meurtrier de la Seconde Guerre mondiale.